# Петряево (Мяксинское сельское поселение)
Петряево — деревня в Череповецком районе Вологодской области.
Входит в состав Мяксинского сельского поселения, с точки зрения административно-территориального деления — в Мяксинский сельсовет.
Расстояние по автодороге до районного центра Череповца — 28 км, до центра муниципального образования Мяксы — 1 км. Ближайшие населённые пункты — Хантаново, Филимоново, Ершово.
По переписи 2002 года население — 5 человек.